# Rota (ostrov)
Rota (Chamorro: Luta) je nejjižnějším ostrovem amerického přidruženého státu Severní Mariany v souostroví Mariany v západní části Tichého oceánu. Rota leží 58 km severovýchodně od ostrova Guam a 90 kilometrů jihozápadně od Tinianu. Největší vesnicí na ostrově je Songsong, následovaná vesnicí Sinapalo.

## Historie

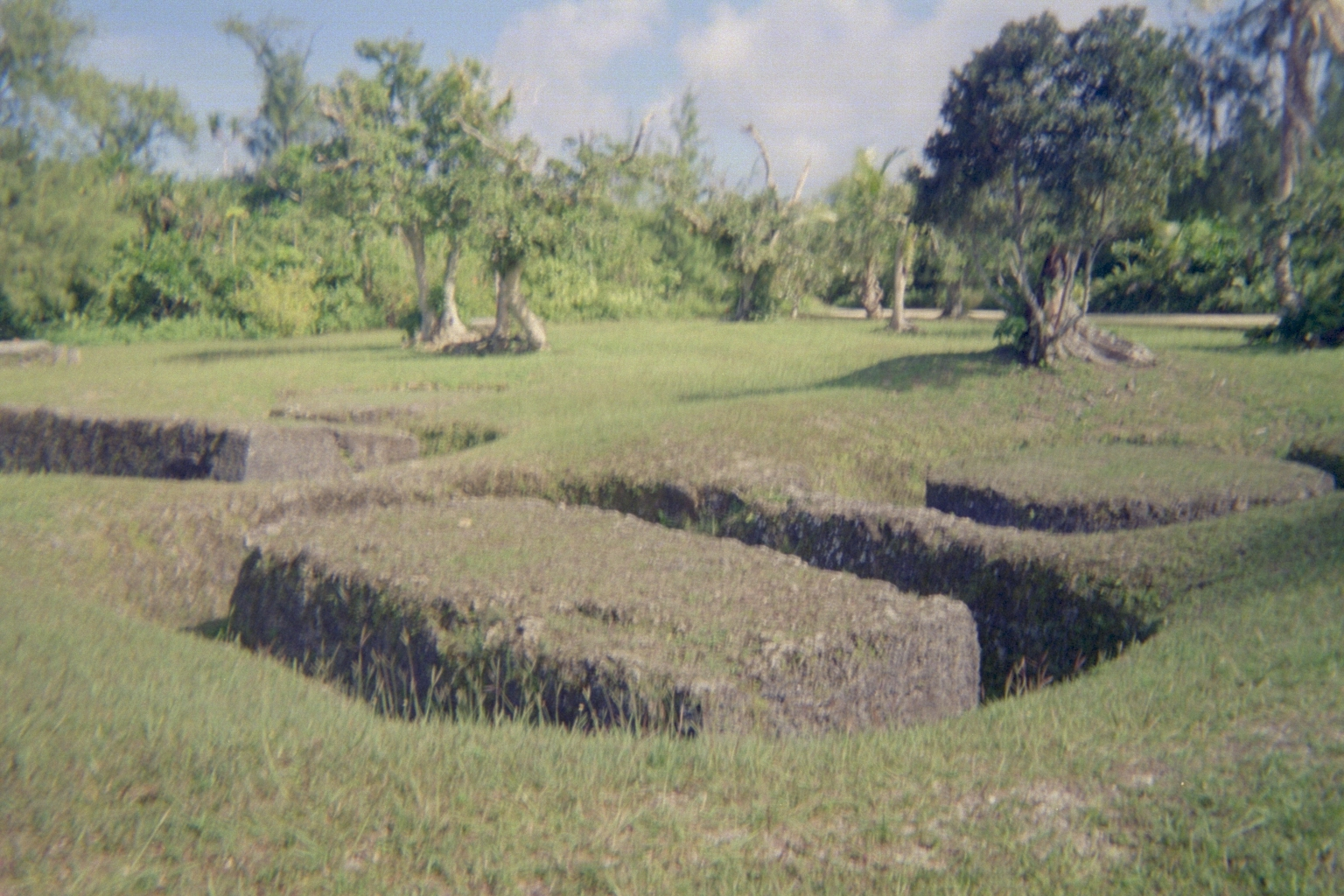
Kameny taga na severovýchodě ostrova

První lidé se na ostrově usadili přibližně 3000 let před naším letopočtem. Známe je jako kulturu Chamorros a dodnes jsou po ní na ostrově vidět stopy v podobě kamenů „taga“ a etnikum Čamorové.
Prvním Evropanem, který zpozoroval ostrov Rota byl v roce 1521 Španěl Lope Navarro, který držel hlídku na Magalhãesově lodi Victoria. Tato expedice ale Rotu minula bez zastavení a tak prvním Evropanem na jejím pobřeží byl až španělský mořeplavec Juan Sebastián Elcano, který tu přistál v roce 1524 a spolu se zbytkem Marian zabral Rotu pro španělskou korunu. Tím se Rota stala španělskou kolonií.
V roce 1899 prodali Španělé Rotu Německému císařství. Jako součást kolonie Německá Nová Guinea Rota vydržela až do začátku první světové války, kdy jí v roce 1914 obsadili Japonci. Po válce byla Společností národů Rota svěřena Japonsku jako mandátní území typu C. Rota se stala výchozím bodem pro japonskou invazní flotu, která v prosinci 1941 obsadila Guam. Během bojů o Mariany v roce 1944 byla Rota přeskočena a posádka 2000 až 2985 mužů byla izolována až do konce války.
Těsně před druhou světovou válkou sem byli z Tchaj-wanu zavlečeni drongové černí, kteří měli pomáhat s regulací hmyzu.
Organizace spojených národů po válce předala Rotu pod americkou správu jako součást poručenského území Tichomořské ostrovy. V roce 1978 se Rota stala součástí přidruženého státu Severní Mariany a její obyvatelé jsou považováni za občany Spojených států amerických.